# Anexodus sarawakensis
Anexodus sarawakensis är en skalbaggsart som beskrevs av Henri L. Sudre 1997. Anexodus sarawakensis ingår i släktet Anexodus och familjen långhorningar.
Artens utbredningsområde är Sarawak. Inga underarter finns listade i Catalogue of Life.